# 20 000 льє під водою (фільм, 1954)
«20 000 льє під водою» (англ. 20,000 Leagues Under the Sea) — американський фантастичний фільм 1954 року, знятий за мотивами однойменного роману французького письменника Жуля Верна режисером Річардом Флейшером. Визнаний одним із кращих досягнень студії Walt Disney у жанрі пригодницького ігрового кіно й стимпанку. Картина удостоєна двох премій Оскар. Перший ігровий фільм студії Волта Діснея, знятий у новому анаморфованому форматі CinemaScope.
Картина була тепло сприйнята критикою і глядацькою аудиторією. Фільм ознаменував прорив студії Walt Disney на новий для неї ринок ігрового кіно. Був найдорожчим проектом студії на той час, який вимагав значних інвестицій у створення нових виробничих потужностей і наймання персоналу. Декорації картини згодом послужили основою для популярних атракціонів у мережі парків розваг Діснейленд.

## Сюжет
Дія фільму відбувається в 1868 році. Уряд США стурбований чутками про напади на судна таємничого морського чудовиська в південній частині Тихого океану. Моряки відмовляються виходити в плавання. Французький професор П'єр Аронакс і його слуга Консель по дорозі до Сайгона затримуються в Сан-Франциско. Їх запрошують взяти участь у мандрівці корабля «Авраам Лінкольн», спорядженого на пошуки монстра.
Під час подорожі професор і його слуга знайомляться з товариським гарпунером Недом Лендом. Після довгих днів безуспішних пошуків американський корабель стикається з невідомим морським чудовиськом, яке таранить «Авраама Лінкольна» і затоплює його. Аронакс, Консель і гарпунер, дивом залишившись живими, потрапляють на об'єкт, який їх атакував. Він виявляється підводним човном «Наутилус» — технологічним дивом свого часу. Капітан підводного човна, який називає себе Немо, погоджується залишити бранців на борту. Починається довга подорож, протягом якої професор і його друзі мимоволі стають членами команди. Нед Ленд не полишає спроб втекти, а заодно намагається заволодіти скарбами морського дна і визначити координати таємної бази підводного човна. Професор Аронакс зближується з капітаном і продовжує свої наукові дослідження. Під час спливання і візиту на острів канібалів Ленд з Конселем намагаються втекти, але це їм не вдається. Ексцентричний капітан Немо, який зробив свій корабель зброєю відплати, кидає виклик цивілізації. Не раз команді загрожує небезпека — під час атаки на бойові кораблі інших країн і нападу гігантського спрута, який намагався знищити підводний човен. Ленду все-таки вдається відправити з підводного човна послання в пляшці, де були вказані координати секретної бази Немо на острові Вулканія.
У кінцівці «Наутилус» повертається до своєї таємної бази. Виявляється, що острів захопили якісь військові кораблі. Війська десантуються на острів і обстрілюють підводний човен. Поранений капітан Немо відмовляється здаватися. Потужним вибухом він знищує базу разом із нападниками і пускає на дно свій «Наутілус», йдучи в безодню разом із залишками команди. Аронаксу і його друзям вдається врятуватися в шлюпці. Професор шкодує про те, що не зміг зберегти свій науковий журнал.

## Знімальна група
| Режисер                       | Річард Флейшер                      |
| Автор сценарію                | Ерл Фелтон                          |
| Редактор                      | Елмо Вільямс                        |
| Художники постановники        | Джон Міхен, Гарпер Гофф (концепція) |
| Оператор спеціальних ефектів  | Ральф Гаммерас                      |
| Консультант з підводних робіт | Фред Зендар                         |
| Спеціальні ефекти             | Джон Генч, Джош Мідор, Роберт Матті |
| Підготовка декорацій          | Пітер Елленшоу                      |
| Композитор                    | Пол Сміт                            |
| Оператор                      | Франц Планер                        |
| Оператор підводної зйомки     | Тіл Габбані                         |
| Костюми                       | Норманн Мартьєн                     |
| Звукорежисер                  | С. О. Слайфілд                      |
| Декорація                     | Еміль Курі                          |

## У ролях
| Актор             | Персонаж                                          |
| ----------------- | ------------------------------------------------- |
| Джеймс Мейсон     | Капітан Немо                                      |
| Пол Лукас         | П'єр Аронакс                                      |
| Кірк Дуглас       | Нед Ленд                                          |
| Пітер Лорре       | Консель                                           |
| Роберт Джей Вілкі | Старший помічник командира корабля на «Наутілусі» |
| Тед де Корсія     | Капітан Фарагут                                   |
| Карлтон Янг       | Джон Говард                                       |
| Джозеф Керріган   | Біллі                                             |

## Робота над картиною

### Передісторія
Компанія Walt Disney на початку 1950-х перебувала на етапі великих змін і працювала відразу над кількома масштабними проектами. У фінансовому плані це був складний для компанії час, післявоєнна криза торкнулася всієї кіноіндустрії США і не оминула Walt Disney. У цей момент керівництво приймає стратегічне рішення про великі інвестиції в новий напрямок — парки розваг. Також необхідно було адекватно відповісти на технологічний виклик — поширення телебачення. В 1954 році на каналі ABC планувався вихід в ефір першого телесеріалу Disneyland. У цьому ж році було заплановано початок робіт над черговим анімаційним проектом «Спляча красуня», з шестимільйонним бюджетом.

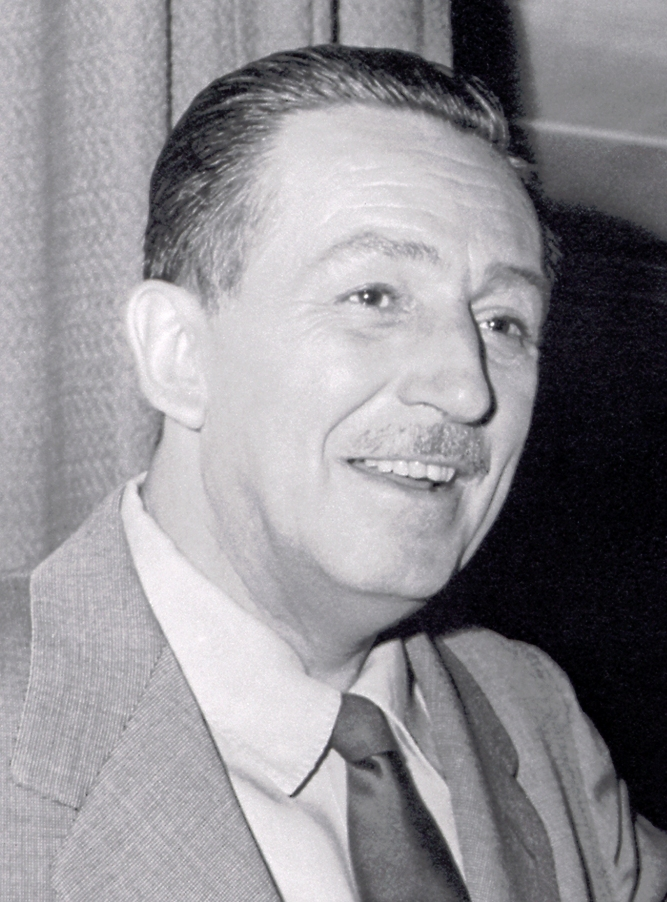
Волт Дісней (1954)

На початку 1950-х з поширенням кольорового кіно все більшої популярності на екранах став набувати жанр наукової фантастики. Стрічки «Вторгнення в США», «Місце призначення — Місяць» та «Війна світів» приваблювали аудиторію і збирали велику касу. Керівництво студії Walt Disney прийшло до висновку, що необхідно створювати імідж кіностудії, яка йде в ногу з часом і в числі перших впроваджує новинки індустрії. Так було вирішено створити науково-фантастичну картину з використанням передових можливостей кіно.
При виборі матеріалу продюсерам довелося вирішувати дилему. Аудиторію приваблювали фільми-катастрофи і фільми жахів, що не зовсім поєднувалося з характерною для студії орієнтацією на сімейний і дитячий перегляд. Твори Жуля Верна, як літературна основа сценарію, на думку Волта Діснея, підходили тут якнайкраще. Зняти екранізацію одного з романів серії «Дивовижних пригод» планувалося ще з 1940-х. Спочатку передбачалося, що картина буде анімаційною. Однак, після успішного досвіду з такими малобюджетними стрічками, як «Острів скарбів» та «Меч і троянда», керівництво студії схилилося до варіанту ігрового кіно й обрало за літературну першооснову роман «Двадцять тисяч льє під водою». У 1952 році Діснею вдалося викупити права на екранізацію, які належали спочатку MGM, а потім компанії King Brothers.

### Підготовка
Волт Дісней був давно знайомий з діяльністю Річарда Флейшера. Режисер, у співпраці зі сценаристом Ерлом Фелтоном, створив на початку 1950-х кілька пам'ятних робіт у жанрі комедії та нуару, зокрема стрічку «Щасливий час», позитивно відзначену критиками. Також Флейшер був одним із небагатьох режисерів, які мали досвід роботи в широкоформатному кіно, а саме таким бачив майбутній фільм продюсер. Крім того, Дісней добре знав батька Флейшера, як свого головного конкурента в 1930-х роках у боротьбі за ринок анімаційного кіно. Отримавши пропозицію про роботу, Річард навіть перепитав батька, чи той не проти його участі в такому проекті, і Макс Флейшер відразу дав своє благословення. Перше, що зробив Дісней, — показав Флейшеру ескіз підводного човна, якого тримає у своїх щупальцях величезний спрут, і сказав: «Я хочу, щоб ти очолив зйомки ось такого фільму». З 1 квітня 1953 року Флейшер став співробітником Walt Disney на зарплаті.
Спочатку бюджет картини був оцінений приблизно в $2,5 млн. Важливою інстанцією, яка вирішувала, чи запускати картини у виробництво, був президент компанії Рой Дісней, який часто досить скептично ставився до сміливих починань молодшого брата. Однак, несподівано для Волта, він відразу став прихильником нового проекту і цілковито його підтримав. Художник картини Гарпер Гофф згадував слова Волта Діснея:

Гарпер, я і мій брат вклали всі гроші, які заробили за все життя, в цю безглузду картину.
Оригінальний текст (англ.)
Harper, all the money that my brother and I have made in our lives is tied up in this one stupid picture.
— 
Попередній етап виробництва розпочався влітку 1952 року. Перший варіант сценарію написав Джон Баттл, який орієнтувався приблизно на 4-годинний фільм, що не вписувалося в плани студії. Ерл Фелтон допрацював і скоротив сценарій до приблизно двох годин. Фелтон і Флейшер, адаптуючи текст, прийшли до висновку, що наявні переклади роману Верна англійською мовою недостатньо адекватні і орієнтувалися на оригінальний французький варіант. Значну увагу було приділено центральному персонажу, який, порівняно з «книжковим» Немо, став більш негативним та агресивним героєм. Якщо у Верна капітан тільки захищається, то у Фелтона Немо воліє нападати на супротивника першим, і робить це безжально. Волт Дісней стежив за процесом підготовки сценарію і вносив поправки. Він хотів створити по можливості дитячий фільм. Сюжетна лінія з ручним тюленем Есмеральдою — саме його ідея. Підготовка сценарію закінчилася 25 вересня 1953 року. Ще до завершення роботи над текстом сценарій передали художникам-постановникам, і вони створили з нього розкадрування приблизно з 1300 начерків.
Планувалося, що зйомки фільму пройдуть в основний студії в Бербанку. Для масштабного проекту знадобилися додаткові інвестиції. Спеціально для майбутніх зйомок було зведено павільйон № 3, в якому збудували резервуар для води розміром 18 на 38 метрів і глибиною від 1 до 3,5 метрів. Павільйон обійшовся студії в $300 тис. Тим не менш, виробничих потужностей студії, яка відносно недавно працювала на ринку ігрового кінематографа, все одно не вистачило і доводилося орендувати додаткові площі і обладнання в інших студій . Не вистачало у студії і персоналу. Дісней почав активно переманювати співробітників у конкурентів. Через брак часу ці переходи не оформлялися належним чином і у компанії були великі проблеми з профспілками. Деяких співробітників навіть не оформляли на роботу і це стало однією з причин, через яку художник Гофф так і не був згаданий в титрах картини, а художником-постановником значився Джон Міхен (він також пішов з Paramount Pictures на нову роботу).

### Дизайн «Наутілуса»
Перший художник-дизайнер фільму Гарпер Гофф, який розробив «Наутілус», не був членом Спілки художніх директорів у 1954 році, і згідно з правилами Академії кінофільмів, йому не вдалося отримати премію «Академії мистецтв». Гофф та Дісней були пристрасними колекціонерами мініатюрних залізничних моделей і познайомилися у 1952 році в магазині, де продавалися моделі . Врешті Дісней переманив його з компанії Warner Brothers, запропонувавши роботу, пов'язану з підготовкою дизайну першого парку мережі Діснейленд. Тоді ж, у 1952 році, Гофф приєднався до роботи над майбутнім фільмом, створивши найважливіші елементи художньої концепції.
Початкові ескізи дизайну «Наутілуса» Гофф готував ще для анімаційного варіанта. Створюючи вигляд підводного човна, Гофф опинився в суперечливій ситуації. З одного боку, підводний корабель мав відповідати літературному прототипу і духу XIX століття. З іншого, його вигляд мав бути досить сучасним і в XX столітті. Тому Гофф не став додавати «Наутілусу» перископ і будь-яку зброю, крім тарана і електричних розрядів. Спершу Волт Дісней не хотів ніяких надмірностей і схилявся до варіанту з простим циліндричним корпусом човна, як це було у самого Жуля Верна . Однак Гоффу вдалося переконати керівництво в тому, що корпус, схожий на тіло риби або крокодила, буде виглядати ефектніше. Художник враховував і те, що підводний човен повинен був здалеку нагадувати якусь живу істоту. Тому у «Наутілуса» з'явився характерний «спинний плавець» та ілюмінатори, схожі на очі.
При створенні внутрішнього оздоблення художник, як він сам висловився, керувався принципом: «немає нічого ефектнішого за поєднання холодної сталі і елегантної розкоші». Чудове оформлення салону відтіняли розставлені всюди скляні та металеві вироби і прилади керування кораблем. Доповнив своєрідність інтер'єру макет органа, на якому, по ходу дії, грає капітан Немо. Салон «Наутілуса» так вразив Волта Діснея, що він попросив художника згодом зайнятися оформленням офісу компанії.

### Спеціальні ефекти
Для зйомок картини використовувалися 35 мм камери Mitchell і нова на той час технологія кольорового кіно Cinemascope Technicolor . Перший фільм з її застосуванням був знятий у 1953 році, і в усьому світі була лише одна відповідна насадка на об'єктив. Студії довелося позичати її у XX Century Fox і процес зйомок затягувався, поки нарешті не стала доступна друга подібна насадка. До того моменту, щоб не зупиняти знімальний процес, доводилося вдаватися до технологічних хитрощів. Для деяких сцен виготовлялися мініатюрні моделі зі зміненими пропорціями (розтягнуті по вертикалі) так, щоб, зняті звичайним об'єктивом, вони могли бути відтворені у кінотеатрі в нормальній пропорції. Якщо раніше типовим був кадр із пропорцією сторін 1,33:1, то в новому фільмі він був 2,55:1. Персоналу, зайнятому на виробництві, довелося на ходу перенавчатись на нову стилістику і побудову мізансцен у ширшому кадрі.
За спецефекти у фільмі відповідали відомий фахівець Ральф Гаммерас і Боб Матті. Використовувалися класичні ефекти свого часу, зокрема зйомка «декорації» або «натури», намальованої на склі. Так було знято сцену з островом Вулканія. Морські баталії знімалися з допомогою масштабних моделей «Наутілуса», кораблів та деяких істот.
При створенні моделей дизайнери орієнтувалися на те, що «справжня» довжина підводного човна в кадрі буде близько 60 метрів, а ширина до 8 метрів. Для зйомок було виготовлено кілька моделей «Наутілуса»: від 40 см до 6 метрів. Тільки на будівництво моделей підводного човна було витрачено близько $250 тис.. Для досягнення більшої достовірності знадобилася дуже детальна копія корабля «Авраам Лінкольн». З метою відтворення інших кораблів, з якими зустрічався в дорозі «Наутілус», використовувалися більш примітивні моделі. Сцена сутички з акулами вимагала виготовлення трьох моделей акул до 6 метрів завдовжки. Рухомі моделі «Наутілуса» мали електричний привід і працювали від батарей. Моделі акул приводили в рух аквалангісти, тягнучи «акулу» за трос. У ході зйомок стався інцидент. Команда спіймала акулу-няньку довжиною близько 2,5 метра. Виникла ідея використати труп акули для зйомок епізоду. Її оглушили і залишили на палубі катера. Наступного дня її спустили на мотузці у воду і слідом за нею вирушив оператор. Несподівано у воді акула ожила і пішла на глибину, тягнучи оператора за собою. Йому все ж вдалося відв'язати мотузку і він відбувся невеликим ушкодженням барабанних перетинок і кінокамери.
Сцена, де «Наутілус» розганяється перед тараном, знімалася в басейні павільйону № 3 на моделі підводного човна довжиною близько 6 метрів. Для реалістичності використовувався прийом прискореної зйомки (50 кадрів на секунду). Пожвавлення у деяких кадрах додавали невеликі вставки мальованої мультиплікації (рибки, що пропливають повз ілюмінатори, електричні розряди на корпусі човна).

### Сцена зі спрутом

Сцена битви зі спрутом

Найскладнішою технічно стала сцена сутички з гігантським спрутом. Для неї було створено механічне опудало молюска вагою більше тонни, кероване кількома десятками операторів за допомогою тросів і гідравліки. Побудували його за збільшеними зображеннями кальмара, але щупальця були подовжені приблизно вдвічі, до 12 метрів, бо в реальній пропорції вони виглядали занадто короткими. Керував будівництвом за ескізами Боба Матті скульптор Кріс Меллер.
Спочатку напад було відзнято в антуражі спокійної погоди на заході. Волт Дісней, який постійно контролював хід зйомок, переглянув попередні матеріали і розпорядився негайно все перезняти, оскільки сцена, на його погляд, була надто неприродною. На екрані були помітні троси від щупалець, а діям явно бракувало динамізму. Проблема була ще й у тому, що щупальця, виготовлені з тканого матеріалу, швидко намокали і ставали надто важкими. Флейшер попередив, що при доступних засобах навряд чи вийде оживити матеріал, спрут все одно буде виглядати фальшиво. Але Дісней домігся свого. Він розпорядився продовжити роботу над наступними епізодами і найняв ще одного помічника режисера Джеймса Гевенса, який займався тільки підготовкою до цієї сцени. Механічний макет спрута побудували заново. Щупальця і тіло виготовили на металевому каркасі з гуми і скловати; додали також пневматичний привод. Таке рішення виявилося дуже вдалим — подаючи повітря в щупальця, вдалося досягти необхідного ефекту. Щупальце розправлялось, скручувалось назад, і могло «схопити» людину. Сцена була повністю перезнята в кінці виробничого графіка, в антуражі жорстокого шторму і ночі. Для імітації шторму в студії встановили вентилятори і водомети. Перезйомка обійшлася студії в додаткові $200 тис.

### Виробництво
До зйомок була залучена команда акторів — зірок першої величини: Джеймс Мейсон, Кірк Дуглас, Пітер Лорре — вперше в практиці студії Disney. Зарплата Дугласа за 12 тижнів зйомок склала $175 000, — найбільшу суму, заплачену компанією акторові. На роль професора Аронакса попередньо пробувався Шарль Буає, але в підсумку вона дісталася Полу Лукасу. Джеймс Мейсон, який до того спеціалізувався, здебільшого, на негативних ролях, спочатку відмовлявся від ролі Немо. Він вважав, що за типажем погано підходить для ролі в дитячому фільмі, але його переконали.
Після року попередньої підготовки виробництво мало початися в січні 1954 року. Перед цим необхідно було вибрати місце натурних зйомок і вирішити, як технічно будуть здійснюватися підводні зйомки. До керівництва робіт під водою залучили Фреда Зендара, відомого за стрічками «Пожнеш бурю», «Потвора з Чорної лагуни». Восени 1953 року пройшли перші зйомки. У павільйоні № 3 і великому басейні повністю була знята тільки одна пробна сцена — епізод, в якому Нед і Консель виявили на дні скриню зі скарбами. Команда визначала технічні проблеми, які доведеться вирішувати. Необхідно було вирішити питання з костюмами та обладнанням для підводних зйомок.
При створенні «водолазних костюмів» команди Немо творцям картини довелося вступити на невідому територію. На початку 1950-х існувало тільки дві технології тривалого перебування людини під водою: за допомогою водолазного комплекту і за допомогою акваланга. Гофф, розробляючи дизайн костюма, придумав, що добре було б поєднати ці два способи. На голові людини, що знаходиться під водою, закріпити водолазний шолом, а повітря до нього нагнітати з наспинного балона від акваланга. Фахівці втім оцінили, що здійснити таке малореально. Тиску і запасу повітря в стандартному балоні не вистачить, щоб подати повітря в водолазний шолом протягом тривалого часу, поки знімається дубль. Крім цього, стандартний регулятор подачі повітря акваланга взагалі не розрахований на таке використання, і занурення ставало небезпечним. Тоді художник-постановник вирішив все ж відштовхуватися від варіанту з аквалангом. Було вирішено, що на голову нирцеві з аквалангом надінуть шолом японських ловців перлів — відносно невеликий за розміром, зі своєрідним зовнішнім виглядом. Шолом ще доопрацювали, щоб відповідати вікторіанському стилю. Під шолом заведена трубка із загубником для дихання (всередину шолома потрапляла вода), а балони були задрапіровані під костюмом. Для тканини костюма використовували тонку гуму, яка щільно облягала тіло водолаза, що також сильно відрізняло костюм від звичайного водолазного комплекту. У листопаді 1953 року успішно пройшли випробування водолазних костюмів у басейні, після чого почалися пошуки відповідного місця зйомок. Була виявлена мілководна бухта з чистою водою на Багамах у містечку Ліфорд Кей (Нью-Провіденс). Зйомки проводилися на глибині не більше 9 метрів, щоб мати хороше освітлення і уникнути проблем із декомпресією.

Дизельний підводний човен ВМФ США USS Redfish SS-395, який виконав роль «Наутілуса» в деяких сценах

11 січня 1954 року почалися натурні зйомки фільму. Першим зняли епізод підводного похорону. Тільки на цю сцену витратили 8 знімальних днів. Підводна команда включала 33 людини і для успішної роботи при природному освітленні знадобилося покласти на значну площу полотняне покриття, щоб не піднімати мул з дна. Для точного керівництва зйомками занурюватися з аквалангом доводилося і режисерові картини. Протягом січня-березня були здійснені зйомки більшості натурних (на землі і під водою) сцен картини.
10 березня 1954, одразу після закінчення фази натурних зйомок, Флейшер продовжив роботу в павільйоні, знімаючи сцени сутички з кальмаром. З березня до червня 1954 року пройшли зйомки в павільйоні. Для окремих епізодів команда знову виїжджала на натуру. Для зйомки сцени, в якій герої вперше потрапляють на борт «Наутілуса», довелося вдатися до допомоги Військово-морського флоту США. Ця частина зйомок пройшла в бухті у Сан-Дієго. В епізоді знято реальний дизельний підводний човен USS Redfish (SS-395), на палубі якого встановили «спинний плавець». Тут також зняли епізод, коли професор Аронакс із супутниками вперше потрапляє на «Наутілус», та деякі інші сцени. Вулканію і навантаження в таборі найманців частково відзняли в Долині Смерті (Каліфорнія). Роботи завершилися 19 червня 1954 року підводними зйомками галеона зі скарбами. Сцену з нападом кальмара довелося повністю перезняти, через що виробництво картини затягнулося ще на шість тижнів і творці не вклалися в запланований графік прем'єри і прокату, але Дісней пішов на всі витрати.

### Випуск у прокат
Фаза постпродакшн пройшла в серпні-вересні 1954 року. Редактор картини Елмо Вільямс згадував, що перший чорновий варіант картини мав тривалість близько 3 годин. Тоді в картину входили сцени, пов'язані з відвідуванням Південного полюса, Атлантиди і спуском у надглибоку западину, але в ході монтажу на останньому етапі їх прибрали.
Композитор Пол Сміт, штатний спеціаліст Walt Disney, який написав музику для відомих анімаційних стрічок «Бембі», «Піноккіо», «Білосніжка і семеро гномів», працював над саундтреком. Як це було прийнято в студії, музику він почав писати, коли більшу частину матеріалу було вже відзнято і можна було орієнтуватися на готовий матеріал.
У 1953 році для організації прокату картин студії було створено спеціальний підрозділ фірми Buena Vista. Дісней, враховуючи складне фінансове становище студії, не хотів ділитися доходами з дистриб'юторами, які забирали до 30 % виручки, і вважав за доцільне забрати процес у свої руки. «20 000 льє під водою» і стала однією з перших картин, випущених у прокат Buena Vista .
Вихід картини на екрани супроводжувався масштабною рекламною кампанією. 8 грудня 1954 року на телебаченні вийшов годинний документальний фільм «Підводна операція» («Operation Undersea»). Фактично це був своєрідний трейлер для «20 000 льє…», але фільм набув самостійного значення. Він отримав високі оцінки агентства Nielsen і навіть виграв премію «Еммі». З метою розкрутки випускалася також комікси, лінійка модного одягу, механічні іграшки та інша супутня продукція.
9 грудня відбувся перший попередній сеанс у кінотеатрі Astor (Нью-Йорк). Прем'єра пройшла 23 грудня, у переддень Різдва, на 60 екранах. Картина «20 000 льє…» стала першим значним комерційним успіхом Річарда Флейшера, завдяки якому він здобув авторитет одного з провідних режисерів . Для студії Walt Disney фільм виявився найбільш бюджетним проектом на той час. Бюджет картини склав близько $4,3 млн, а з урахуванням рекламної кампанії він оцінюється в $9 млн. «Домашній» прокат картини в США у 1954—1955 роках приніс за різними оцінками від 8 до 11 млн доларів. У річному прокаті 1955 року картина зайняла 4-е місце на внутрішньому ринку США .
Під час 27 церемонії вручення премій кіноакадемії картина була відзначена двома статуетками Оскар при участі в трьох номінаціях. Цікаво відзначити, що в боротьбі за премію за кращі спецефекти картина «20 000 льє…» виграла у конкурентів зі схожими фантастичними елементами у сюжеті. Картина «Вони!» (Warner Bros.) описувала наслідки випробувань ядерної зброї. Драма «Пекло у відкритій воді» (XX Century Fox) присвячувалася трагічній розв'язці холодної війни. Картина мала схожу фабулу і кінцівку — пригоди субмарини і атомний вибух на далекому острові. «Оскара», як було тоді прийнято в студії, отримували не безпосередні виконавці, а особисто директор компанії — Волт Дісней. У своїй промові, втім, він згадав всіх, чий внесок у створення картини був найвагоміший. Коли у Гарпера Гоффа запитали, чи переживав він з цього приводу, він сказав: «Всі й так чудово знають, хто автор спецефектів. Статуетку академія мені потім все одно вислала. Непідписану.» .

## Оцінка

### Визнання і значення
Робота Флейшера була визнана однією з найкращих екранізацій роману Жуля Верна і класикою стимпанка на екрані. «20 000 льє…» яскравий приклад сімейного кіно, картин 1950-1960-х, що створювалися студією Walt Disney на противагу насильству і жорстокості на екранах, до якого все частіше вдавалися інші кіностудії країни . Після її виходу в прокат керівництво студії Walt Disney поступово прийшло до рішення про зміну стратегії. Починаючи з 1950-х, ігрові та документальні стрічки, на противагу анімаційним, склали значний обсяг портфеля, а з 1960-х почали домінувати в лінійці продукції студії. Ігрові картини при однаковому бюджеті проходили виробничий цикл набагато швидше і приносили порівняно хороший прибуток . Освоєння технології Cinemascope дозволило випустити в новому форматі наступний дорогий анімаційний проект «Леді і Бродяга» .
Час та політичні настрої мали істотний вплив на атмосферу картини. Незважаючи на те, що її сюжет, загалом, дуже близький до роману Верна, багато елементів перегукувалися з реаліями XX століття. Критики відзначили явний натяк на те, що «Наутілус» у фільмі приводить у рух атомна енергія, хоча згадка про неї ніяк не відповідає XIX століттю. У фільмі «Наутілус» трагічно гине по волі капітана. Така кінцівка виявилася незвичайною для дитячого кіно. Трагічний кінець картини зі страшною грибоподібною хмарою над Вулканією явно нагадував глядачеві про недавні випробуваннях атомної зброї на атолі Бікіні. Настільки песимістичний настрій у фільмі студії, орієнтованої на дитячу та сімейну аудиторію, був незвичним, але виявився близьким для глядачів. Настрої 1950-х, коли США ще не оговталися від світової війни і виявилися втягнутими в гонку озброєння, впливали і на кінематограф. Деякі джерела навіть назвали кінцівку «20 000 льє …» апокаліптичною. У 1977 році кінцівка фільму була обіграна у фільмі «Шпигун, який мене любив». Розв'язка з тематики холодної війни, що розігралася на підводній базі «Атлантіс», явно відсилала глядачів до теми з діснеївського фільму.

Сцена обіду в каюті капітана. Зліва направо Джеймс Мейсон (капітан Немо), Кірк Дуглас (Нед Ленд), Пітер Лорре (Консель), Пол Лукас (П'єр Аронакс). Привертає увагу розкішне оздоблення інтер'єрів «Наутілуса».

Теми з фільму і його декорації продовжували приносити компанії прибуток багато пізніше його виходу на екран. За мотивами фільму вийшло кілька коміксів. Зокрема, популярність здобула серія, випущена Dell Comics. Мініатюрні моделі підводного човна були вельми популярні і схеми для складання регулярно публікувалися в журналах для судномоделістів. Одна з повнорозмірних моделей «Наутілуса», задники і деякі інші декорації після закінчення зйомок перекочували у відкритий у 1955 році перший парк розваг Діснейленд у Анагаймі. Частково це пояснювалося і тим, що при створенні парку довелося економити на всьому, і можливість використовувати готові декорації стала оптимізацією витрат. Декорації стали частиною одного з найпопулярніших атракціонів у секції парку Tomorrowland, що функціонував до 1964 року. Модель «Наутілуса», яка могла занурюватися з пасажирами на борту, в 1970—1990 роках була одним із найпопулярніших атракціонів у парках розваг мережі «Діснейленд».
Фахівці, зайняті у картині, виявилися затребувані за фахом і надалі. Гарпер Гофф, співпрацюючи з Флейшером, допоміг йому створити образ «мікросубмарини» у фільмі «Фантастична подорож». Робота Боба Матті над спецефектами допомогла йому завоювати авторитет серед колег. Саме його Стівен Спілберг залучив до створення макета акули у фільмі «Щелепи». У 1961 році акторові Джеймсу Мейсону запропонували ще раз зіграти роль Немо у фільмі «Таємничий острів», але він відмовився.
Успіх картини породив наслідування і навіть моду на екранізації Жуля Верна, кількість яких значно зросла. В наступні роки вийшли такі картини як «Навколо світу за 80 днів» (United Artists, 1956), «З Землі на Місяць» (RKO, 1958), «Подорож до центру Землі» (Fox, 1959). Спробували продовжити тему і в студії Disney. У 1962 році був знятий фільм «Діти капітана Гранта». Незважаючи на технічну досконалість, картина не мала великого успіху у глядачів.

### Критика
Фільм переважно позитивні відгуки. Критики відзначили в першу чергу візуальні ефекти і декорації, завдяки чому картина добре виглядає і через п'ятдесят років. Привертають увагу продумані деталі дизайну: зовнішній вигляд та інтер'єр приміщень «Наутілуса», оформлення підводних костюмів. Журнал Variety відзначив, крім вражаючого дизайну підводного човна, також барвисті підводні сцени. При цьому можливості технології Cinemascope, на думку критика New York Times Бослі Кроутера, не були використані повною мірою.
Ефектна сцена нападу спрута, інші спецефекти виділяють «20 000 льє» серед низки фантастичних фільмів категорії В. Репертуар кінотеатрів тоді заповнювали такі картини як «Чудовисько з глибини 20 000 сажнів» та «Вони!», що експлуатували стандартний сюжет атомної катастрофи та монстра з глибин океану. «20 000 льє…» починається цілком невинно, зі стереотипних пригодницьких сцен, але поступово сюжет заходить в області, нетипові для жанру. Образ «Наутілуса» в боротьбі як з породженим природою жахливим спрутом, так і з цивілізацією, став знахідкою творців, позитивно сприйнятою і глядачами, і критиками. Тут творчому колективу вдалося впоратися з протиріччям, закладеним у сюжеті і, більше того, воно зіграло їм на руку. Тема небезпеки від технологічних новинок, які можуть виявитися не в тих руках, була вдало донесена з літературного першоджерела на екран. Критик Роберт Рінг зазначив, що «невинний» тон сценарію пом'якшив морально неоднозначний контекст картини. Протиставлення можливостей XIX і XX століття не зіпсувало сюжет і виглядало цілком виграшно.

Моральна неоднозначність — основне посилання у фільмі. Те, що відбувається під водою — це втеча від суспільства і його звичаєвих етичних понять, так що ми можемо спостерігати світ, вільний від вимог і рамок цивілізації. Картина не лише буквальна пригода — це моральна пригода.
Оригінальний текст (англ.)
This moral uncertainty is the point of the film. Taking place under the sea, it is about escaping society and its conventional ethical notions so that we can view the world free of demands and expectations of civilization. The movie is not only literal adventure, it is a moral adventure…
— Роберт Рінг
Аналіз картини виявив не цілком традиційний поділ героїв на хороших і поганих. Трактування образу капітана Немо у фільмі наближається до головного лиходія, але його постать як месника приваблива для глядача. З одного боку він зображений як божевільний, якого бранці корабля називають вбивцею. Сцена, в якій Немо грає токату й фугу ре мінор Баха — пряма цитата з мюзиклу «Привид опери», в якому головний негативний герой також грає на органі. Однак образ Немо далекий від кліше «божевільного вченого», звичного для науково-фантастичного трешу того часу. Неоднозначний і протиставлений йому персонаж Неда Ленда демонструє неприховану жадібність і байдужість, хоч і рятує в ключовому епізоді Немо від загибелі. Зображення трагедії особистого життя капітана виправдовує проявлене ним майже безконтрольне насильство. Характерна сцена з нападом армії на острів Вулканія в кінцівці. Збройні сили, що атакують підводний човен, не мають національної приналежності, уособлюють якогось розмитого ворога, якому протистоїть капітан.
Критик Колін Джейкобсон відзначив гру Мейсона і його втілення образу капітана Немо. Бослі Кроутер вирішив, що гру акторів затьмарив захоплюючий сюжет. Професор, слуга і гарпунер здалися йому ходульними персонажами, позбавленими життя. Флейшер оцінив власний внесок у картину невисоко, відгукнувшись про неї як рядову ремісничу роботу, що не вимагала творчого пошуку. Мейсон теж оцінив картину і власну роботу без особливого ентузіазму:

«20 000 льє…» — фільм продюсерський і глядацький. Дісней виклав картину як строгу послідовність сцен одна за одною. Це був виклик для декораторів і фахівців з візуальних ефектів. Для режисера і акторів це була рутинна робота. Мені не виглядає, що акторські партії були прописані з якоюсь великою глибину. Знавці скажуть що фільм так-собі. Тим не менш, його досі дивляться, бо це цікава оповідь і добре показана. Дісней добився досконалості. Я поділяю захоплення любителів цього фільму. Нещодавно я переглядав цей фільм у німецькому дубляжі. Він все ще такий само захопливий.
Оригінальний текст (англ.)
20,000 LEAGUES was a producer's film and spectators' film. It was conceived by Disney as a story that could be translated into one exciting sequence after another. It was a challenge for the set designer and special effects people. For the director and actors it was routine. I do not believe that the acting parts were written at any great depth. Many sophisticates pooh-pooh 20,000 LEAGUES. However, it's still a popular film today because it's a good story well told. Disney insisted upon perfection. I share the fans' enthusiasm for the film. Not long ago I saw it dubbed into German. It was still terrific.
— 

### Нагороди і номінації
- 1955 — премія Оскар
  - Премія «Оскар» за найкращі візуальні ефекти (Джон Міхен, Емілі Курі).
  - Премія «Оскар» за найкращу роботу художника-постановника (кольоровий фільм) (Джон Хенч, Джошуа Медор)
- номінація на премію Оскар
  - Премія «Оскар» за найкращий монтаж (Елмо Вільямс)
- 2004 — Премія Національної ради кінокритиків США
  - премія найкращому фільму (ТОП-10 фільмів)
- 2004 — номінація на премію Сатурн
  - найкращий DVD-реліз класики

Нагороди вказані за даними сайту imdb.com.

## Видання і саундтрек
Перше VHS видання фільму було здійснено в 1980 році. У 2003 році відбулося перевидання фільму в форматі DVD. Критики відзначили, що матеріал добре зберігся, і високу якість перенесення на цифровий носій. DVD-видання картини, крім інших матеріалів, містить 88-хвилинний документальний фільм «The Making of 20,000 Leagues Under the Sea» з подробицями знімального процесу і коментарями фахівців. Сцени тривалістю 8 хвилин, вирізані після остаточного монтажу, були знайдені в архівах Walt Disney і стали доступні глядачам вперше за 50 років. Серед вирізаних сцен можна зазначити первинний невдалий варіант сцени сутички зі спрутом, знятий у «спокійну погоду».
В ході дії фільму звучить одна пісня. Куплети моряка «A Whale of Tale», які виконує Нед Ленд (Кірк Дуглас). У 1954 році лейблом Decca був випущений синґл із записом пісні. Також у 1954 році був випущений вініловий диск із постановкою за мотивами фільму, так званий англ. rise-and-record set (радіоспектакль). У його складі диск і книжка для дітей за мотивами фільму. Диск здобув популярність і увійшов до чарти Billboard (children's chart — 13-е місце, 1954 рік). У 2007 році вийшов повний саундтрек картини з 26 композицій, який став доступний для завантаження з ресурсу iTunes. У 2011 році був випущений CD з саундтреком фільму.